# Shijiudaogou He
Shijiudaogou He är ett vattendrag i Kina. Det ligger i provinsen Jilin, i den nordöstra delen av landet, omkring 370 kilometer sydost om provinshuvudstaden Changchun.
Genomsnittlig årsnederbörd är 1 068 millimeter. Den regnigaste månaden är juli, med i genomsnitt 287 mm nederbörd, och den torraste är januari, med 17 mm nederbörd.